# Linaria griffithsii
Linaria griffithsii är en grobladsväxtart som beskrevs av George Bentham. Linaria griffithsii ingår i släktet sporrar, och familjen grobladsväxter. Inga underarter finns listade i Catalogue of Life.